# Johannes M. Norman

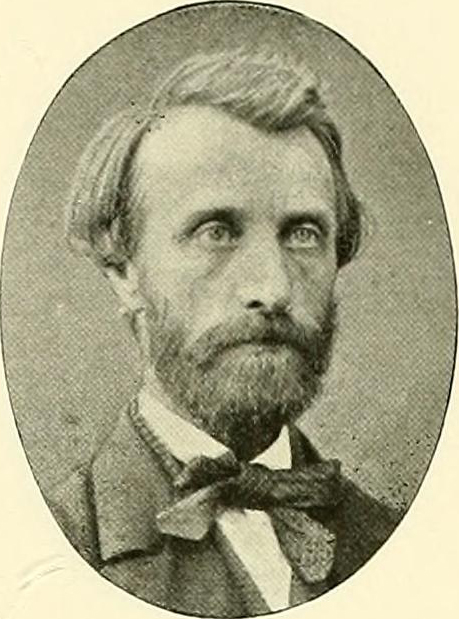
Johannes Musaeus Norman.

Johannes Musæus Norman, född den 28 oktober 1823 i Asker, död den 15 januari 1903 i Kristiania, var en norsk botaniker. Han var dessutom en framstående lichenolog. Auktorsnamnet Norman kan användas för Johannes M. Norman i samband med ett vetenskapligt namn inom botaniken; se Wikipediaartiklar som länkar till auktorsnamnet.
Norman blev 1847 candidatus medicinæ och utförde sedan grundliga botaniska studier såväl i som utanför Norge. Åren 1860–1876 var Norman jägmästare i Troms- och Finnmark fylke. Bland Normans många mindre uppsatser märks Quelques observations de morphologie végétale faites au jardin botanique de Christiania (universitetsprogram, Norges första växtanatomiska arbete, 1857); hans huvudverk är den med offentligt understöd utgivna Norges arktiske flora, I–II (1894–1901).